# 格里高利·曼昆
尼可拉斯·格里高利·「格雷戈」·曼昆（英語：Nicholas Gregory "Greg" Mankiw，1958年2月3日—）是一位美國經濟學家。1980年以最优等成绩毕业于普林斯顿大学，1984年在麻省理工学院获得博士学位，29岁时成为哈佛大学的终身教授。当教员时，讲授过宏观经济学、微观经济学、统计学和经济学原理。还曾做过帆船运动教练。现在与妻子和三个孩子住在马萨诸塞州的威尔斯利。
曼昆是一位高产学者和一位学术与争论的经常参与者。他的著作发表在许多学术杂志上，例如：《美国经济评论》、《政治经济学杂志》和《经济学季刊》，以及更普及的报刊上，例如：《纽约时报》、《金融时报》、《华尔街日报》和《财富》。他也是最畅销的经济学教科书《宏观经济学》的作者。
除了教学、研究和写作之外，曼昆还是马萨诸塞州剑桥的一个非盈利性智囊团——国家经济研究局所属的货币经济计划部主任，波士顿联邦储备银行和国会预算办公室的顾问；他还供职于美国教育考试服务中心考试研发委员会下设的经济学高阶水平考试委员会和NBER商业周期委员会；从2003年到2005年，他担任布什政府的总统经济顾问委员会主席。

## 早期生活
曼昆出生于纽泽西州特伦顿，祖父母都是美籍乌克兰人。他少年时在宾格利高中学习. 在1975年，他在当时的暑假科学项目学习了天文学。在1980年，他以经济学学士学位的身份毕业于普林斯顿大学，并被授予了拉丁文最高学位荣誉在普林斯顿念书时，曼昆与后来的成为他的联名作者的经济学家戴维·罗默是同学，与剧作家理查德·格林伯格是室友。
大学毕业之后，曼昆用了一年时间在麻省理工学院攻读博士学位，随后一年又于哈佛法学院学习。1982年到1983年，他进入经济顾问委员会工作，作为内部经济学家的成员，此举也为曼昆后来任职委员会主席作下了铺垫。离开委员会之后，他再次进入麻省理工学院学习，在斯坦利·费希尔的指导下，获得了哲學博士。他回到哈佛法学院待了一年，但在完成博士学位后，他意识到自己在经济学方面做得更好，所以他离开哈佛来到MIT任教一年，在1985年成为哈佛大学的助理教授。在1987年，即曼昆29岁的时候，他晋升为正教授。

## 学术著作
通常认为曼昆是新兴凯恩斯主义学派的经济学家，尽管在近期的一份金融期刊上宣称曼昆并不认同这种简单的分类。曼昆在菜单成本上做出很重要的工作，这在日后是价格粘性的来源。他的论文“菜单小成本与商业大周期：一个垄断的宏观经济学模型（Small Menu Costs and Large Business Cycles: A Macroeconomic Model of Monopoly）”，1985年发表于经济学季刊，把名义总需求收到冲击后企业调整价格的个人激励制度与这一决策对社会福利的影响相比较。该论文得出结论，总需求的扩张可能增加社会福利，也可能减少，但是社会福利的减少量不会超过菜单成本。尽管总需求的紧缩会减少社会福利，并且可能减少量会大幅超过菜单成本。换句话说，从社会计划者的角度来看，物价可能会居高不下。该论文在总需求的外部性方面也为后来奥利维尔·布兰查德和清泷信宏的工作以及在实际刚性和名义刚性的互相作用方面为劳伦斯·鲍尔和戴维·罗默的工作都奠定了基础。
在2002年，曼昆和里卡多·雷斯基于价格制定者中信息的缓慢扩散，一同提出被广泛使用的新兴凯恩斯的菲利普斯曲线的替代理论。他们的信息粘性模型展示了三种与在货币政策效果上的公认观点更吻合的相关属性。第一，反通货膨胀一直处于紧缩状态（尽管预计的反通胀率比实际的反通胀率更小）。第二，货币政策对通货膨胀影响最大，但是在时间上不同步，很晚才会起作用。第三，通货膨胀的增长往往伴随经济繁荣。
曼昆通过实验分析消费者行为并发表过几篇论文。在1989年发表的一篇文章中，曼昆与约翰·Y·坎贝尔一起发现所有的消费者的总消费最好用一个简洁的模型来描述，这个模型就是约一半消费者遵循恒常所得假说，而另一半消费者仅仅是花光当前所有收入(这有时被称为所得即所用行为)。而在1991年的一篇文章中，曼昆与史蒂芬·策尔兹(Stephen Zeldes)发现股民的消费量跟非股民相比随着股票市场的波动有更大的变化，这也给股权溢价之谜提供了一个可能的解释。
曼昆被引用最多的论文题为《一份对经济增长中的经验主义的贡献》(A Contribution to the Empirics of Economic Growth)，这篇论文由曼昆与戴维·罗默和戴维·韦伊合作完成，1992年发表于经济学季刊。在这篇论文中曼昆认为，如果把人力资本纳入索洛增长模型，索洛增长模型就能够很好地解释不同国家间生活水平的差异。用谷歌学术搜索检索，该论文被引用次数超过17,000次，是经济学领域中被引用最多的论文之一。
除开宏观经济学，曼昆也写过几篇有名的论文。在1989年，他和戴维·韦伊合作发表一篇论文，考察了房地产需求在人口上的决定因素，同时预测在1990年到2010年，随着婴儿潮一代人的老去，房地产市场的信心会逐渐被削弱。在1986年，他与迈克尔·惠斯顿合作，阐释了另一种宏观经济学理论，说明在不完全竞争的市场里，进入同一行业生产同质产品的人往往过多，因为这些进入者没有考虑到他们强加给竞争对手的商业盗窃的外部因素；当产品都是异质的时候，由于抵消了商业盗窃和产品多样化的外部因素，无进入壁垒的生产行业到底是企业太多还是太少就难以确定了。

## 所著教材
曼昆写过两本很受欢迎的大学教科书：中级《宏观经济学》（目前已经再版到第9版，英文版由Worth Publishers出版，简体中文版由中国人民大学出版社出版）以及更出名的经济学入门教材《经济学原理》（目前英文版已经再版到第9版，由Cengage Learning出版，简体中文版已经再版到第8版，由北京大学出版社出版）。后一本书英文版分为“微观经济学原理”、“宏观经济学原理”、“简明宏观经济学原理”和“经济学基础”四册出售（而此书简体中文版则被分为两册，书题分别为：“经济学原理：微观经济学分册”、“经济学原理：宏观经济学分册”）。这本书的预付稿酬十分高昂，创下记录。纽约时报曾在1995年报道，“位于沃思堡的哈考特•布雷斯（Harcourt Brace）教育出版公司预付给曼昆140万美元来写一本经济学入门教材。在当时的教育出版业，这一数字是其他任一大学教材出版公司稿酬总额的3倍，相当于除少数著名作者以外其他所有作者稿酬的总和。”
1997年《经济学原理》的第一版书出版后，经济学人杂志这样写道，
曼昆先生写了一些早就应该有人写的东西：一本易得的现代经济学入门书。曼昆用一种更像是杂志文章，而不是古板教科书的写作风格，用既合直觉而又简洁的方式解释很复杂的观点，解决了多数学生的困惑，又不致使他们感到无聊……最令人耳目一新的是，这本书还能对各种经济学流派雨露均沾，不偏不倚。曼昆本人似乎很乐于阐述不同经济学流派的思想如何影响当前经济学家的共识。
自此以后，这本书尽管定价达280美元一本，销量仍逾越百万，而曼昆本人也因此拿到4200万美元左右的版税收入。

## 其他职业经历
2003年5月，曼昆被美国前总统小布什任命为经济顾问委员会主席，任期从2003年开始到2005年结束。他的继任是哈维·S·罗森，而罗森的继任是本·伯南克。在任期间，曼昆作为小布什政府中的一员，致力于加强对政府赞助企业，尤其是房利美和房地美的监管力度。2003年11月，在银行监管者的一次会议上，他发言说到：
抵押贷款证券市场体量巨大意味着GSE(Government Sponsored Enterprise, 政府赞助企业)出现的任何一个问题对整个金融体系都事关重大。由于很多金融机构持有政府赞助的房地产公司的债务，这种风险存在于金融体系本身。GSE在其他很多金融实体的投资组合中很重要，这意味着即便GSE风险管理中发生一个很小的错误，也会在整个金融体系形成一系列连锁反应。
这项制度改革的提案直到数年后金融危机各处肆虐才被写进法律。
离开CEA后，曼昆继续在哈佛大学任教。他所教授的课是“经济学入门”，在哈佛大学经济系的课程代码是Ec 10。过去这门课由马丁·费尔德斯坦负责教授。直到今天这门课仍然是最受学生欢迎的课程之一。他在开通同名博客之后就在博客空间里成了知名人物，还时常出现在网上的新闻报道里。曼昆写的博客本意是辅助选修“经济学入门”学生的学习，结果却有了很多不是学生的读者。一篇由美国经济学教授在2011年调查，副标题为“经济学学生表现的随机观察（Random Observations for Students of Economics）的论文，在曼昆的博客上阅读量始终排名第一。
在2006年11月，曼昆成为时任马萨诸塞州州长米特·罗姆尼的政治行动委员会（Commonwealth PAC，PAC即political action commitee）的官方经济顾问。在2007年，他签约成为米特·罗姆尼次年参与总统竞选的经济顾问。2012年罗姆尼再次参选，曼昆继续作为他的经济顾问。
2012年至2015年，曼昆担任哈佛大学经济系主任。
2013年2月，包括曼昆在内的131位共和党人联名给美国最高法院递交一份第三方案件陈情（amicus brief），公开支持同性婚姻在美国应受到法律的保护。
曼昆还是城市研究所的理事。在2016年曼昆加入美国扶贫伙伴关系。这项工作由比尔及梅琳达·盖茨基金会资助，由城市研究所运营。由24位学者和活动家组成的小组被认为是“致力于穷人阶级上升的全新协作伙伴关系。该组织会找到具有突破进展意义的扶贫解决方案，可以由慈善组织、中产阶级、公营和私营机构采用。”

### 2004年美国总统经济报告
CEA发布的2004年2月总统经济报告引起了一些争议。在一次新闻发布会上，曼昆谈及自由贸易的好处，特别提到美国公司把工作外包“从长远来看，可能促成了经济增长”。尽管在经济分析中主流的观点都是如此，这仍受到了在很多政客的指责，而这些政客无不例外都在当年早些时候宣称工作外包是劳动力市场萎靡不振，恢复缓慢的元凶。
这份报告中的一个反问也造成了公众的指责（曼昆关于这一报告的的讲话也重复了这一观点）：“当快餐店卖出一个汉堡，它是提供了一种服务还是组装原材料来生产一件产品？”这个问题的重点在于制造业和服务业两种工作类型的区分多多少少有点随意。政策中的划分基准，亦是如此。尽管这个问题并不是在这份报告里第一次提出，但是一篇新闻报道了政府试图通过把诸如汉堡厨师的工作重新归类为制造业来隐瞒制造业的失业率升高的事实，这引起了公众的指责。

### 2008年至2009年 凯恩斯主义的复兴
2008年11月，曼昆在纽约时报发表文章写道：
如果你只想要求助一位经济学家来理解经济当前所面临的问题，那么毫无疑问地这位经济学家必然是约翰·梅纳德·凯恩斯。尽管凯恩斯是生活在半个多世纪之前的人，但是他对经济衰退和萧条原因的分析仍是当代宏观经济学的基础。他对经济学的洞察力很大程度上解释了我们当前面对的问题。
虽然如此，曼昆还是表示出对政府应对全球金融危机的1万亿美元开支计划的怀疑。当时的副总统乔·拜登建议经济学家们全部支持刺激经济的计划，他批评了乔·拜登这种做法。

### 2011年部分学生离课事件
2011年11月2日，当天曼昆的经济学入门课堂上有750名学生，上课到中途，几十名学生直接走出了教室。这些学生离开之前给了曼昆一封公开信，信中表达了对哈佛大学该课程的不满：

这门课程总是传达一个特定而又狭隘的经济学观点，而我们认为，正是这样的观点使得当今社会里的问题重重、效率低下的经济不均衡发展的制度得以延续……这门课反而使得学生难以高效学习经济学的后续课程，因为这门课仅仅介绍了一个严重扭曲的经济学观点，而不是一个其他课程得以拓展的坚实基础知识……哈佛毕业生无论是在金融机构中服务，还是在世界各国的公众政策制定中都發揮很大的作用。如果哈佛大学不能让这里的学生学到包容性、批判性的经济学思维，那么这种做法很可能伤害全球金融体系。过去五年间的经济动荡足以证明这一点。
这些学生信末写道，他们将不上课去参加当时热火朝天的占领波士顿的示威运动。那个班出现了抗议者之后，曼昆在纽约时报的一篇文章中回复了这些学生。
学生运营的《哈佛校报》的社论谴责了这次抗议活动。
哈佛校报社论是这样说的：

在这次授课中，尽管曼昆教授的确看法保守古板，还任有公职人员，但是如果仅仅因为他既是这堂课的教授又是教科书作者，我们就对他的课抱有偏见，那我们就错了。而事实是，Ec 10这门课对于经济学的研究者来说是很必要的。因为这门课为经济学的研究提供了一个必须的学术基础。